# Söhlde
Söhlde est une municipalité allemande du land de Basse-Saxe et l'arrondissement de Hildesheim.

## Personnalités liées à la ville
- Hermann Warmbold (1876-1976), homme politique né à Klein Himstedt.
- Otto Ohlendorf (1907-1951), militaire né à Hoheneggelsen.
- Gottfried von Cramm (1909-1976), joueur de tennis né à Nettlingen.